# Landesregierung Anfinn Kallsberg I

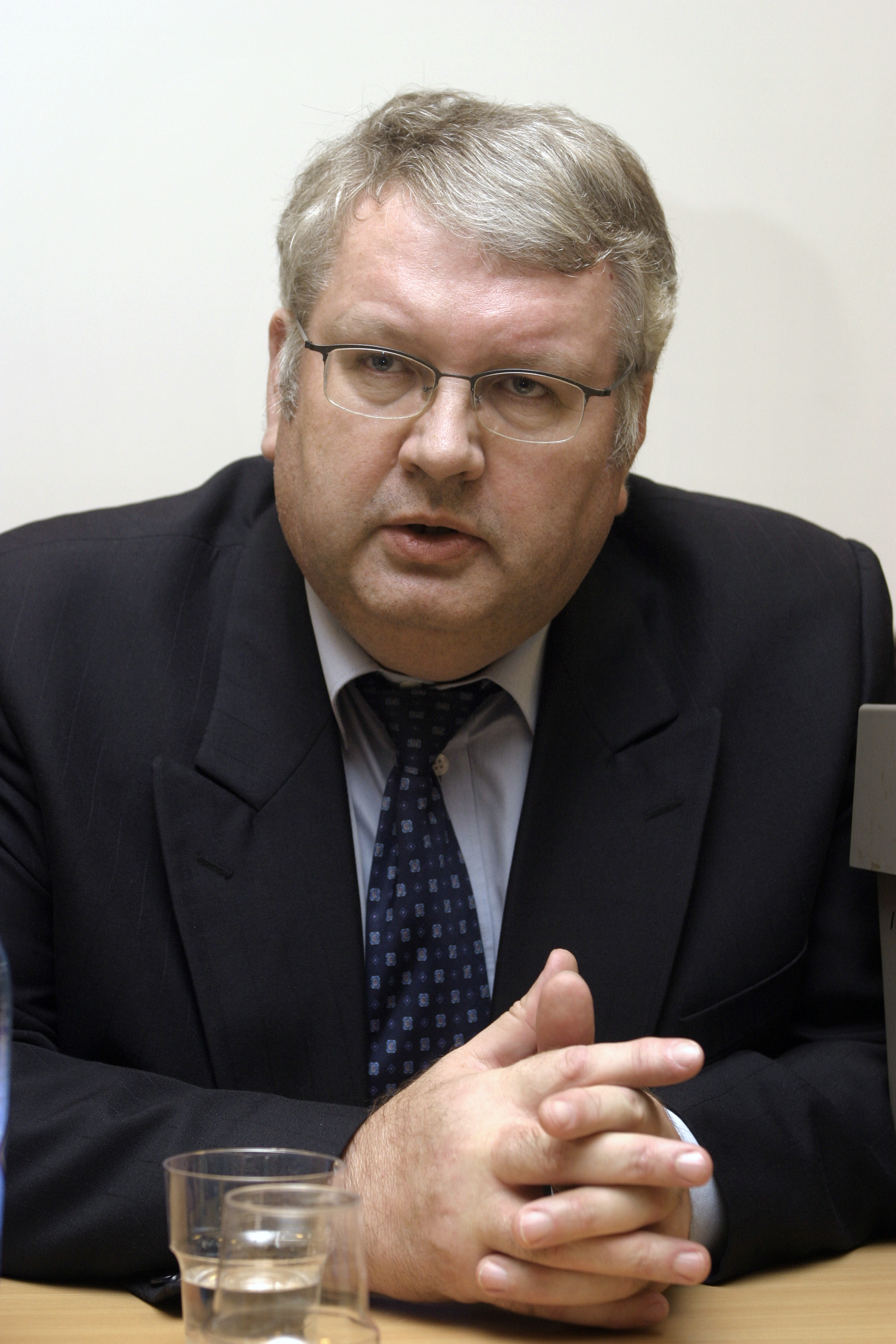
Anfinn Kallsberg

Die erste Landesregierung mit Anfinn Kallsberg als Ministerpräsident an der Spitze war zugleich die zwanzigste Regierung der Färöer nach Erlangung der inneren Selbstverwaltung (heimastýri) im Jahr 1948.

## Regierung
Die Regierung wurde am 15. Mai 1998 gebildet und bestand bis zum 6. Juni 2002. Sie setzte sich aus einer Dreierkoalition von Fólkaflokkurin, Tjóðveldisflokkurin und Sjálvstýrisflokkurin zusammen. 
Anfinn Kallsberg vom Fólkaflokkurin führte als Ministerpräsident die Regierung an. Darüber hinaus war er auch für Regierungsform, Äußeres und Kommunales zuständig.
Høgni Hoydal vom Tjóðveldisflokkurin war stellvertretender Ministerpräsident und Minister für Selbstverwaltung, Justiz und Nordische Angelegenheiten.
John Petersen vom Fólkaflokkurin war bis zum 14. Dez. 1998 Minister für Fischerei. Er wurde von Jørgen Niclasen, ebenfalls Fólkaflokkurin, abgelöst.
Signar á Brúnni vom Tjóðveldisflokkurin war bis zum 28. März 2000 Minister für Bildung und Kultur. Høgni Hoydal übernahm seine Aufgaben dann für drei Monate. Am 21. Juli 2000 wurde Tórbjørn Jacobsen vom Tjóðveldisflokkurin zum neuen Minister für Bildung und Kultur ernannt. Dessen Nachfolger wurde am 14. Juni 2001 Óli Holm, ebenfalls vom Tjóðveldisflokkurin. 
Karsten Hansen vom Tjóðveldisflokkurin war Minister für Finanzen und Wirtschaft,
Finnbogi Arge vom Fólkaflokkurin Minister für Gewerbe (ohne Öl und Umwelt), 
Eyðun Elttør vom Sjálvstýrisflokkurin Minister für Öl und Umwelt 	
und schließlich Helena Dam á Neystabø vom Sjálvstýrisflokkurin bis zum 26. Feb. 2001 Ministerin für Soziales und Gesundheit. Sie wurde von Sámal Petur í Grund am 26. Februar 2001 abgelöst.
Die Landesregierung Anfinn Kallsberg I war eine direkte Folge des eindeutigen Ergebnisses der Løgtingswahl 1998, in der alle Koalitionspartner der Landesregierung Edmund Joensen II mit Ausnahme des Fólkaflokkurin Verluste erlitten hatten, so dass Edmund Joensen das Amt des Ministerpräsidenten abgeben musste.

## Mitglieder
Mitglieder der Landesregierung Anfinn Kallsberg I vom 15. Mai 1998 bis zum 6. Juni 2002:
| Aufgabenbereich                                                                      | Minister                                    | Minister | Partei                   |
| ------------------------------------------------------------------------------------ | ------------------------------------------- | -------- | ------------------------ |
| Ministerpräsident (Løgmaður) Regierungsform, Äußeres und Kommunales                  | Anfinn Kallsberg                            |          | A - Fólkaflokkurin       |
| Stellvertr. Ministerpräsident Selbstverwaltung, Justiz und Nordische Angelegenheiten | Høgni Hoydal                                |          | E - Tjóðveldisflokkurin  |
| Fischerei                                                                            | John Petersen bis zum 14. Dez. 1998         |          | A - Fólkaflokkurin       |
|                                                                                      | Jørgen Niclasen ab dem 14. Dez. 1998        |          | A - Fólkaflokkurin       |
| Bildung und Kultur                                                                   | Signar á Brúnni bis zum 28. März 2000       |          | E - Tjóðveldisflokkurin  |
|                                                                                      | Høgni Hoydal ab dem 28. März 2000           |          | E - Tjóðveldisflokkurin  |
|                                                                                      | Tórbjørn Jacobsen ab dem 21. Juli 2000      |          | E - Tjóðveldisflokkurin  |
|                                                                                      | Óli Holm ab dem 14. Juni 2001               |          | E - Tjóðveldisflokkurin  |
| Finanzen und Wirtschaft                                                              | Karsten Hansen                              |          | E - Tjóðveldisflokkurin  |
| Gewerbe (ohne Öl und Umwelt)                                                         | Finnbogi Arge                               |          | A - Fólkaflokkurin       |
| Öl und Umwelt                                                                        | Eyðun Elttør                                |          | D - Sjálvstýrisflokkurin |
| Soziales und Gesundheit                                                              | Helena Dam á Neystabø bis zum 26. Feb. 2001 |          | D - Sjálvstýrisflokkurin |
|                                                                                      | Sámal Petur í Grund ab dem 26. Feb. 2001    |          | D - Sjálvstýrisflokkurin |